# Pholiota variicystis
Pholiota variicystis là một loài nấm trong họ Strophariaceae. Đây là một loài cây gây bệnh cho thực vật.